# Jack Bauer (personage)
Jack Bauer (Santa Monica, 18 februari 1966) is de hoofdpersoon van de Amerikaanse televisieserie 24. Hij was actief als overheidsagent voor onder andere Delta Force, LAPD SWAT en de Counter Terrorist Unit (CTU) in Los Angeles. Bij CTU was hij enige tijd directeur, en hielp hij bij het voorkomen van meerdere grote terroristische aanslagen in de Verenigde Staten, waardoor zowel burgers als politici gered werden. Door de serie heen blijkt dat zijn baan als agent veel effect heeft op zijn privéleven, vooral in seizoen 1, als zijn vrouw en dochter ontvoerd worden.
Jack Bauer wordt sinds het begin van de serie in 2001 gespeeld door de Brits-Canadese acteur Kiefer Sutherland. Bauer is het enige personage uit de serie dat in alle afleveringen voorkomt. In seizoen 5 wordt The Jack Sack geïntroduceerd: een groene schoudertas die Jack ondersteunt tijdens zware operaties. Sutherland verlengde in 2006 zijn contract voor nog eens drie 24-seizoenen, tot en met het achtste seizoen in 2010.

## Voorafgaand de serie
Jack Bauer werd geboren op 18 februari 1966 in Santa Monica als zoon van Philip Bauer. De naam van zijn moeder is onbekend omdat die nooit is genoemd in de serie. Jack had een broer, Graem, die de lieveling van zijn vader was. Philip zag graag dat Jack hetzelfde zou zijn als Graem, maar zoals Jack in het zesde seizoen zegt, "Ik wilde gewoon mijn eigen weg gaan". Jack heeft een bachelorsgraad in Engels en een mastersgraad in criminologie van de Universiteit van Californië in Berkeley. Na zijn jeugd ging Jack bij het Amerikaanse leger, en later bij de Delta Force. Daarna werkte Jack voor de politie van Los Angeles als wapenspecialist en voor de CIA. Door zijn oude vriend Richard Walsh werd hij gevraagd om te komen werken voor de anti-terroristenorganisatie CTU in Los Angeles. Gedurende zijn werk bij diverse Amerikaanse overheidsorganisaties trouwt Jack met Teri, met wie hij een dochter krijgt, Kimberley.

## Seizoen 1
Bauers vrouw Teri en zijn dochter Kim worden ontvoerd door Victor Drazen, een man van wie Bauer dacht dat hij hem in "Operation Nightfall" twee jaar eerder had gedood. Aan het einde van het seizoen denkt Bauer ten onrechte dat Kim is vermoord door Drazen, waarna hij Drazen en zijn mannen doodt. Als Bauer terugkeert naar CTU blijkt Nina Myers een verrader te zijn, die zijn vrouw in het CTU-gebouw vermoord heeft.

## Seizoen 2
Achttien maanden later is Bauer tijdelijk terug bij CTU op verzoek van president Palmer om een groep terroristen, bekend onder de naam "Second Wave", te stoppen. Zij willen namelijk een nucleaire bom laten ontploffen boven Los Angeles. Na seizoen 2 wordt Jack benoemd tot directeur van veldoperaties door Tony Almeida.

## Seizoen 3
Tweeënhalf jaar later keert Jack terug van een undercoveroperatie van Ramon Salazar, een Mexicaanse drugsbaron. Terwijl de operatie zelf een succes is, heeft het zo zijn prijs. Bauer heeft een heroïneverslaving overgehouden aan de operatie om geloofwaardig over te komen bij de Salazars. Naast het ontmantelen van de drugshandel wil Bauer de Salazars het Cordillavirus laten kopen, een gevaarlijk virus dat zij door kunnen verkopen met grote winst. Bauer wint het vertrouwen van de Salazars, maar dan blijkt dat er een andere koper in het spel is, Nina Myers. Myers weet het virus binnen te halen, maar zij wordt gevangengenomen. Jack en Chase weten het virus succesvol te pakken te krijgen. Hiervoor moet opnieuw een hoge prijs betaald worden, Jack hakt de hand van Chase Edmuns eraf omdat daar het virus aan vastzit. In de laatste minuten van het seizoen parkeert Jack zijn SUV en huilt hij.

## Seizoen 4
Drie maanden later is Jack ontslagen door Erin Driscoll vanwege zijn heroïneverslaving. Hij werkt nu bij het Ministerie van Defensie, waar hij een relatie heeft met de dochter van de minister van defensie, Audrey Raines. Dan wordt Jack toch betrokken bij een CTU-operatie om te voorkomen dat de terrorist Habib Marwan een serie atoombommen laat ontploffen. Hierbij maakt Audrey kennis met Jacks donkere kant, en raakt ze van dichtbij betrokken omdat ze ontvoerd wordt samen met haar vader. Jacks relatie met haar komt op het spel te staan wanneer hij kennismaakt met Paul Raines, Audrey's ex-man.

## Seizoen 5
Jack Bauer, die zich verbergt omdat hij anders gevangen zou worden genomen door de Chinezen, wordt gezien als hoofdverdachte voor de moord op David Palmer. Zijn vrienden Michelle Dessler en Tony Almeida zijn eveneens gedood (Almeida blijkt in seizoen 7 nog in leven te zijn), waardoor het geloof stijgt dat Bauer de dader is. In werkelijkheid zijn zij vermoord om Jack uit zijn verblijfplaats te lokken, alle vermoorden waren op de hoogte van het nog in leven zijn van Jack. Jack weet Chloe O'brian te redden van de dood. Jack ondervraagt de daders en weet de achterhalen dat er een complottheorie aan de gang is, om de moorden op hem te schuiven.

## Seizoen 6
Abu Fayed wil Jack Bauer in ruil voor de stop van terroristische aanslagen die de Verenigde Staten teisteren sinds 11 weken. Fayed heeft namelijk een diepe haat overgehouden aan een val die door Jack werd opgezet in 1999.

## Seizoen 7
Jack is actief aan de oostkust van de Verenigde Staten. Hij wordt vervolgd voor zijn daden in het zesde seizoen. Dan zijn er terroristen actief en vraagt de FBI of Jack hen wil helpen.

## Seizoen 8
Seizoen 8 speelt zich 18 maanden na seizoen 7 af. Jack Bauer wil in eerste instantie met zijn dochter Kim Bauer, haar man en hun dochter Terri een normaal leven leiden. Als Jack door Chloë O'Brian, die sinds kort bij CTU New York werkt, wordt gevraagd CTU New York te helpen met een eventuele aanslag op Kamistaanse president Omar Hassan, doet hij dat.

## Seizoen 9
24: Live Another Day is een Amerikaans-Britse miniserie van 12 afleveringen. De serie is een vervolg op de acht seizoenen van de televisieserie 24 en wordt daarom ook wel seizoen 9 van 24 genoemd. De serie ging op 5 mei 2014 in de Verenigde Staten in première.
Het verhaal speelt vier jaar na het achtste en tot dan toe laatste seizoen van de serie 24 en begint om elf uur 's morgens. Hoofdrolspeler Jack Bauer is voortvluchtig en verblijft in Londen, evenals zijn vroegere collega Chloe O'Brian. Bauer wil een aanslag op president James Heller, die op dat moment ook in Londen verblijft, verijdelen om te voorkomen dat er een oorlog tussen de landen uitbreekt.

## Personage

### Familie
Jack Bauer is de zoon van Philip Bauer, met wie hij vanaf zijn kindertijd al geen goede relatie had. Hij heeft een broer, Graem. Hij was getrouwd met Teri Bauer, met wie hij één dochter had, Kim Bauer. Teri werd in het eerste seizoen vermoord, waarna Kim en Jack uit elkaar groeiden. In het tweede seizoen kreeg Jack een verhouding met Kate Warner, maar de twee zetten hun relatie niet voort. In het vierde seizoen heeft Jack een relatie met Audrey Raines, de dochter van de minister van defensie. In het achtste seizoen zien we dat Jacks dochter Kim een kind heeft: Terri. Jack Bauer is grootvader.

## Trivia
- De initialen van Jack Bauer zijn hetzelfde als die van de geheime agenten James Bond en Jason Bourne (uit The Bourne Identity).
- "Bauer" is een veel voorkomende Duitse achternaam die vaak wordt vertaald als "boer", maar de naam wordt ook gebruikt als Duits woord voor een pion in het schaken.